# Kertesziomyia aeneicinctus
Kertesziomyia aeneicinctus är en tvåvingeart som först beskrevs av Meijere 1929.  Kertesziomyia aeneicinctus ingår i släktet Kertesziomyia och familjen blomflugor. Inga underarter finns listade i Catalogue of Life.